# Historial de versions de Windows Phone
Aquesta pàgina proporciona detalls sobre l'historial de versions del sistema operatiu mòbil de Microsoft amb la marca Windows Phone, des del llançament de Windows Phone 7 a l'octubre de 2010, que va estar precedit per la versió de Windows Mobile 6.x.

## Windows Phone 7
Windows Phone 7 va ser el primer llançament del sistema operatiu mòbil Windows Phone, llançat a tot el món el 21 d'octubre de 2010, i en els Estats Units el 8 de novembre de 2010.

### Taula de versions
| Llegenda: | Versió antiga | Versió antiga, amb suport | Versió actual | Darrera versió preliminar | Proper llançament |

| Taula de versions: Windows Phone 7 | Taula de versions: Windows Phone 7 | Taula de versions: Windows Phone 7                                                                                    |
| Versió                             | Dates de llançament                | Relacionat |
| ---------------------------------- | ---------------------------------- | --- |
| 7.0.7004                           | 29 octubre 2010                    | - Versió inicial del sistema operatiu Windows Phone 7                                                                 |
| 7.0.7008                           | 2010                               | - Procés d'actualització millorat per a l'actualització futura                                                        |
| 7.0.7390 (NoDo)                    | 22 març 2011                       | - S'ha afegit el suport CDMA, Copiar i Enganxar, inici ràpid de l'aplicació i una integració més profunda de Facebook |
| 7.0.7392                           | 2011                               | - Revocació de certificats fraudulents                                                                                |
| 7.0.7403                           | 2011                               | - Actualització intermediaria necessària per actualitzar a Mango                                                      |

## Windows Phone 7.5

Logotip de Windows Phone 7.5

Al Mobile World Congress 2011, Steve Ballmer va anunciar una important actualització de Windows Phone 7 a finals d'any, Windows Phone 7.5, amb el nom en clau Mango. El nou sistema operatiu abordarà moltes de les deficiències de la plataforma, inclosa una versió per a mòbils de Internet Explorer 9 que admeti els mateixos estàndards web i la capacitat gràfica que la versió d'escriptori, multitasca de les aplicacions de tercers, Twitter integration for the People Hub, i accés a Windows Live SkyDrive. Tot i que el sistema operatiu s'identifica internament com a versió 7.1, es comercialitza com a versió 7.5 en tots els materials publicats destinats als usuaris finals.
Microsoft va començar a executar Windows Phone 7.5 a ambdós mercats als Estats Units i Internacionalment el 27 de setembre de 2011. Els primers telèfons que venien carregats amb Windows Phone 7.5 van ser llançats en l'últim trimestre del 2011.
 Actualització de Tango 
Una menor actualització publicada el 2012 coneguda com a "Tango", juntament amb altres correccions d'errors, també reduiria els requisits de maquinari per permetre dispositius amb CPU de 800 MHz i 256 MB de RAM per executar Windows Phone. Alguns recursos intensius en recursos també estan desactivats en aquests telèfons i Windows Phone Store també evitarà la instal·lació d'aplicacions que es consideren massa intensives per al seu ús en un maquinari més feble. Es van adoptar requisits més baixos per permetre el desenvolupament de dispositius de menor cost, especialment per a l'objectiu dels mercats emergents tal com la Xina.

### Taula de versions
| Llegenda: | Versió antiga | Versió antiga, amb suport | Versió actual | Darrera versió preliminar | Proper llançament |

| Taula de versions: Windows Phone 7.5 | Taula de versions: Windows Phone 7.5 | Taula de versions: Windows Phone 7.5 |
| Versió                               | Dates de llançament                  | Relacionat |
| ------------------------------------ | ------------------------------------ | --- |
| 7.10.7720 (Mango)                    | 27 novembre 2011                     | - Missatgeria i integració social - Rajoles dinàmiques - La integració de Twitter i LinkedIn al centre de persones. - Grups: organitza contactes per grups que també es poden fixar a la pantalla d'inici. - Les targetes de contacte ara inclouen tot el historial de converses de contactes (SMS, correus electrònics, MMS, Messenger, etc.) - Assistència de check-in de Facebook Places. - Integració de Windows Live Messenger i Facebook Chat. - Temes: tota la comunicació de missatgeria organitzada en un sol fil (Messenger, SMS, MMS). - Les converses de correu electrònic roscades són compatibles. - Suport de tasques per a Outlook - Esdeveniments de Facebook integrats al calendari. - Comptes de correu enllaçats: es poden combinar múltiples comptes de correu electrònic i enllaçar-los en una sola safata d'entrada. - Funcionalitat integrada de veu a text / text a veu, que permetrà missatges de text lliures o de xat. - Cerques al servidor d'Exchange. - Suport de gestió de drets d'informació per a correus electrònics i documents d'Office. - Visual Voicemail - Cerca/Bing - Bing Vision: codi de barres, cobertes, cartells, escaneig de productes i traducció de text OCR. - Bing Audio / Music: com el reconeixement d'audio de Shazam. - Bing Local Scout: "al meu voltant" localitzador d'empreses i PDI. - Bing Quick Cards: informació sobre productes / mitjans, ressenyes. - Bing Search: mapes interiors (només als Estats Units), resultats de cerca d'imatges, integració d'aplicacions de tercers. - Bing Maps: navegació pas a pas, guia per veu. - Microsoft Office Mobile - Sincronització de documents a Skydrive i Office 365 (els PDF també són compatibles). - Excel Mobile ara admet afegir funcions de macros addicionals. - Suport de Microsoft Lync mitjançant una aplicació que es pot descarregar. - S'ha afegit l'opció "To-Do" quan s'editen les pàgines de OneNote. - S'ha eliminat la capacitat d'editar documents d'Office de versions anteriors a Office 2007. - Gestió de fotografies - Galeria de persones / grups amb SkyDrive i sincronització de Facebook. - Persones que etiqueten a les fotos amb Skydrive i sincronització de Facebook. - Photo auto-fix: millora automàticament de la nitidesa, la brillantor, etc. - La rajola d'imatges està ara animada. - Compartició de vídeos a través de MMS, Facebook, Skydrive i correu electrònic. - Integració a Twitter: tria les teves fotos! - Integració amb el centre de Gent. - Accés ràpid al rodet de la càmera. - Quan trieu una foto d'una aplicació, ara podeu escollir entre àlbums en línia a Facebook o SkyDrive, i no només les imatges desades al vostre telèfon. - Posa qualsevol àlbum a l'Inici, inclosos els àlbums de Facebook. - Multimèdia - Suport de barreja de Zune SmartDJ. - La imatge de l'artista ara es mostra a la pantalla de bloqueig quan es reprodueix música. - Canvi d'interfície d'usuari dels controls de mitjans a la pantalla de bloqueig. - Capacitat de controlar la relació d'aspecte de vídeo durant la reproducció. - Repeteix la pista de música individual sense haver de fer-lo servir a la pantalla d'inici. - Descàrregues / subscripcions de podcasts a través de l'aire (només als EUA). - Obre / reprodueix contingut multimèdia per veu. - Capacitat per crear i guardar llistes de reproducció. - Botiga - S'ha renovat la interfície d'usuari i la cerca. - Càmera - Canvi de la interfície d'usuari (noves icones + icona de fletxa agregada a la part inferior esquerra del visor per indicar el rodet de la càmera). - La configuració ara es guarda quan l'aplicació de la càmera està tancada. - Desactiva / habilita el so de l'obturador. - Suport per a càmera frontal. - Toca l'enfocament i la captura: toqueu qualsevol punt de la pantalla per centrar-vos-hi i agafeu la foto. (Això varia segons el maquinari, alguns telèfons tindran una captura però encara centraran el focus automàticament). - Reviseu les imatges a sobre del bloqueig: agafeu una foto quan el telèfon estigui blocat i, a continuació, feu un cop d'ull a sobre del bloqueig. Només podràs arribar a les fotos que acabes de prendre, millors per a la seguretat. - Canvis d'orientació vertical: ara, quan feu una foto amb orientació vertical, la veureu en orientació vertical quan la reviseu. - Jocs - Redissenyat el centre de jocs de Xbox LIVE amb avatars 3D integrat i personalització de l'avatar. - Amics i assoliments actualment integrats al centre. - Async ràpid per a jocs multijugador. - Internet Explorer 9 Mobile - Representació accelerada per maquinari. - Suport per a reproducció d'àudio i vídeo HTML5. - Reproducció d'àudio de fons de HTML5. - Suport geolocal. - Nou motor de JavaScript. - Nova interfície d'usuari amb barra d'URL a la part inferior de la pantalla. - La barra d'URL ja està disponible en mode horitzontal. - S'ha eliminat la funció de Cerca a la pàgina - S'ha mogut el botó "pestanyes" a un element del menú a la barra d'aplicacions. - Seguretat - Les ordres de veu ja estan desactivades quan el dispositiu està bloquejat. - Suport de PIN complex (alfa-numèric). - Altres canvis - Compartició de Internet - Estalviador de bateria: el telèfon desactiva automàticament els serveis que consumeixen energia i les aplicacions que s'executen en segon pla si la bateria és baixa. També es preveu un temps restant a la bateria. - El gestor de tons de trucada amb tons de trucada personalitzats i descarregables. - La rajola de "Persones" s'ha tornat a treballar i està animada de manera diferent que abans. - La icona de cerca i la llista ràpida s'afegeixen a la llista d'aplicacions. - Suport per 16 idiomes nous: txec, danès, hongarès, neerlandès (noruega), noruec, polonès, portuguès (Brasil, Portugal), finlandès, suec, grec, rus, coreà, xinès (tradicional, simplificat), japonès. - Reconeixement d'escriptura a mà d'Àsia oriental. - Suport per a nous idiomes i emoticones en el teclat en pantalla. - Assistència per a xarxes Wi-Fi ocultes. - Suport per al Qualcomm MSM7X30 i MSM8X55. - El menú de programes tindrà opcions alfabètiques similars a la funcionalitat de les persones - Apagar l'equip ara requereix un gest de desplaçament cap avall després de mantenir premut el botó d'encesa durant uns segons. - Eliminació de la característica d'alarma "soft-on" - Modificació de l'interval de son a l'alarma - Canvis i addicions de l'API de desenvolupament - Multitàsca per a aplicacions de tercers i canvi ràpid d'aplicacions. - Suport per a tasques i serveis / agents de fons. - Les rajoles dinàmiques expandides es poden actualitzar sense connexió de xarxa i poden tenir dues cares que giren periòdicament. - App Connect: les aplicacions de tercers poden integrar-se amb la cerca de Bing, tenir diverses rajoles dinàmiques, i poden tenir notificacions que enllacen profundament ("Deep Toast") a diverses parts de l'aplicació directament. - Suport opcional de color de 32 bits per a aplicacions Silverlight amb dithering de maquinari. - Suport per a Silverlight 4. - Compatible amb Silverlight + XNA a la mateixa pantalla d'aplicació. - Accés sense fils a la càmera per a aplicacions de tercers. - L'API del nou sensor combina la brúixola, el giroscopi i l'acceleròmetre. - Millora del control de la llista de comandaments amb un millor rendiment de desplaçament. - Millora del control de Navegador Web amb motor de representació IE9 i accés a galetes a tot el sistema. - API del portaretalls. - Descodificació de vídeo accelerada per maquinari en el control del Reproductor multimèdia. - Compatibilitat amb sockets TCP/IP i UDP. - Base de dades incrustada amb LINQ (basat en el motor SQL Server Compact 4.0, però sense l'execució directa de SQL). - Agent de transferència de fitxers de fons. - Recollidor d'escombraires generacional. - Suport NEON/SIMD per a aplicacions XNA. - Versió inicial del sistema operatiu Windows Phone 7 |
| 7.10.7740                            | 2011                                 | - S'ha solucionat un problema de correu electrònic a Microsoft Exchange Server 2003 - S'ha solucionat un problema de notificació dels correus de veu. |
| 7.10.8107 (Refresh)                  | 2011                                 | - Suport LTE - S'ha solucionat un problema que deixava el teclat fixat - S'ha solucionat l'emissió d'accés a la ubicació - Altres correccions de problemes |
| 7.10.8112                            | 2012                                 | - Versió inicial per al Nokia Lumia 900 de AT&T i HTC Titan II. |
| 7.10.8773.98 (Tango)                 | 28 juny 2012                         | - Millor missatgeria multimèdia - Possibilitat d'enviar tons de trucada a través de MMS - Exportar i gestionar els contactes a la targeta SIM - Suport per a dispositius de baix cost amb 256 MB de RAM i CPU de freqüència baixa. - Nous fons de pantalla - Indexació de lletres - Notificacions més fiables - Descàrrega de fitxers adjunts amb Microsoft Exchange 2003 Server - Resposta de PIN numèric més ràpida - Icona de consciència de la ubicació - Millores i canvis menors - També es confirmen 23 mercats addicionals incloent; Bahrain, Bulgària, Xina, Costa Rica, Croàcia, Estònia, Islàndia, Iraq, Israel, Kazakhstan, Letònia, Lituània, Qatar, Romania, Aràbia Saudita, Eslovàquia, Tailàndia, Turquia, Ucraïna, Veneçuela i Vietnam. Aquesta actualització també inclourà una aplicació de Skype. The Nokia Lumia 610 and ZTE Orbit, introduced at Mobile World Congress in 2012, are the first phones to run the Tango update. |
| 7.10.8779.8                          | 2012                                 | - Soluciona un problema amb les compres d'aplicacions en algunes regions. - Canvia els temps de sincronització predeterminat per al correu electrònic. |
| 7.10.8783.12                         |                                      | - Ofereix altres millores de Windows Phone. |
| Versió                               | Dates de llançament                  | Relacionat |

## Windows Phone 7.8
El maquinari de Windows Phone llançat prèviament no és capaç d'actualitzar-se a Windows Phone 8, a causa de canvis en els requeriments del nucli i especificacions de maquinari. No obstant això, Microsoft va anunciar en l'esdeveniment d'anunci de Windows Phone 8 que els dispositius Windows Phone 7.x rebrien una actualització gratuïta a Windows Phone 7.8. Microsoft va anunciar Windows Phone 7.8 al mateix temps que Windows Phone 8 i va començar a emetre l'actualització als dispositius el gener de 2013. Va afegir algunes funcions de en Windows Phone 8 basat en Windows NT, suportat a Windows Phone 7. Aquestes característiques incloïen la pantalla d'inici actualitzada que permetia als usuaris canviar la mida de les rajoles dinàmiques, els colors de tema addicionals i una actualització de la pantalla de bloqueig que, de forma opcional, mostraria la imatge de la pàgina inicial de Bing automàticament. Windows Phone 7.8 no és compatible amb USSD.

### Taula de versions
| Llegenda: | Versió antiga | Versió antiga, amb suport | Versió actual | Darrera versió preliminar | Proper llançament |

| Taula de versions: Windows Phone 7.8 | Taula de versions: Windows Phone 7.8 | Taula de versions: Windows Phone 7.8 |
| Versió                               | Dates de llançament                  | Relacionat |
| ------------------------------------ | ------------------------------------ | --- |
| 7.10.8858.136                        | 1 febrer 2013                        | - Nova interfície gràfica a la pantalla d'inici amb mides personalitzables de les fitxes, tal com es troba a Windows Phone 8 - Nova pantalla de presentació a l'inici, el telèfon mostra el nou logotip de Windows Phone 8 - Nou logotip per a aplicacions bàsiques com ara Jocs, Office, Windows Phone Store - 20 colors d'accent (un per al fabricant o l'operador), com Windows Phone 8 - Millora de la pantalla de bloqueig similar a Windows Phone 8, presència de notificacions de fons dinàmics (Bing) i probablement aplicacions de tercers - Problemes de control del volum - Problemes de consum de dades amb certes aplicacions |
| 7.10.8860.142                        | 14 març 2013                         | - Actualització intermèdia - Presenta "diverses millores de qualitat" - Habilita el Tethering Wi-Fi al Samsung Omnia GT-I8350 |
| 7.10.8862.144                        | 14 març 2013                         | - Corregits els problemes de funcionalitat amb les Rajoles Dinàmiques, com ara que les Rajoles Dinàmiques no s'actualitzen - Detalls de totes les actualitzacions incloses en aquesta versió a https://support.microsoft.com/es-es/help/11696/windows-phone-7 |
| Versió                               | Dates de llançament                  | Relacionat |

## Windows Phone 8

Logotip de Windows Phone 8

### GDR1
General Distribution Release 1, una actualització menor coneguda com a Portico es va implementar el desembre de 2012 que va portar algunes millores i correccions d'errors, incloses millores en missatgeria, connectivitat Bluetooth més eficient i una configuració "sempre activada" per a connexions WiFi, entre altres actualitzacions de plataformes addicionals

### GDR2
Microsoft va llançar un paquet d'actualitzacions menors anomenades General Distribution Release 2, a partir de juliol de 2013 i durant els mesos següents, depenent del fabricant i l'operador. Juntament amb aquesta actualització, Nokia va llançar la seva pròpia actualització que actualitzava el microprogramari de l'usuari, anomenat, Lumia Amber, que només estava disponible per a telèfons de Lumia. L'actualització va portar moltes millores a la càmera i va solucionar alguns errors a les càmeres dels telèfons Lumia existents.

### GDR3
El 14 d'octubre de 2013, Microsoft va llançar l'actualització General Distribution Release 3 per a Windows Phone 8, que es llançaria als telèfons durant els mesos següents. Els desenvolupadors de Windows Phone van estar entre els primers a rebre l'actualització sota un nou programa Developer Preview.

### Taula de versions
| Llegenda: | Versió antiga | Versió antiga, amb suport | Versió actual | Darrera versió preliminar | Proper llançament |

| Taula de versions: Windows Phone 8                                   | Taula de versions: Windows Phone 8 | Taula de versions: Windows Phone 8 |
| Versió                                                               | Dates de llançament                | Relacionat |
| -------------------------------------------------------------------- | ---------------------------------- | --- |
| 8.0.9903.10 (Apollo)                                                 | 29 octubre 2012                    | - Transicions dels components principals de Windows 8, incloent el nucli, el sistema de fitxers, els controladors, la pila de xarxa, els components de seguretat, els mitjans de comunicació i el suport gràfic - Suport per a CPUs Multinucli de fins a 64 nuclis (el sistema està actualment optimitzat per als processadors Snapdragon S4 dual i quad core) - Suport per a resolucions WXGA (1280 × 720, 1280 × 768) - Suport per a targetes MicroSD - Internet Explorer 10 - Multitasca de fons (millorada) - Suport afegit per a NFC, inclòs el pagament i l'ús compartit de contingut amb màquines WP8 i Windows 8 (NFC és parcialment compatible amb l'actualització de Tango, p. Ex., ZTE Orbit) - El suport de codi natiu (C i C++), la transferència simplificada de plataformes com ara Android, Symbian i iOS (el codi natiu també és compatible amb WP7 per a venedors, operadors i socis clau) - Ports simplificats de les aplicacions de Windows 8 a Windows Phone 8 (compatibilitat amb les aplicacions «Modern UI» de Windows 8) - El control de la portadora i la marca de l'element "cartera" són possibles a través del maquinari SIM o del telèfon (Orange serà el primer) - Tecnologia de mapes de Nokia (Navteq mapes amb mode fora de línia, indicacions pas a pas) - Xifrat Bitlocker natiu de 128 bits, arrencada segura - Gestió remota de dispositius de Windows Phone similar a la gestió de PC amb Windows - Integració de VoIP i de xat de vídeo per a qualsevol aplicació de xat de veu o de VoIP (s'integra al marcador del telèfon, centre de persones) - Compres en aplicacions - Microprogramari a l'aire per a actualitzacions de Windows Phone - Suport mínim de 18 mesos de les actualitzacions de Windows Phone als dispositius WP8 - L'aplicació de la càmera ara admet "lents", que permeten a tercers fer la pell i afegir funcions a la interfície de la càmera - Mode de ràfega de càmera que permet als usuaris triar la millor imatge d'una sèrie d'imatges - Configuració panoràmica de la càmera amb la tecnologia PhotoSynth de Microsoft - Possibilitat de fer captures de pantalla - Integració més profunda de SkyDrive, inclosa la capacitat de sincronitzar dades com ara les col·leccions de música - Les dades del seguiment de dades i l'ús de dades es redueixen, es redueix l'ús de dades a l'hora de tancar dades preestablecidas, permet la compressió de llocs web a través del servei en el núvol, localitza punts d'interès Wi-Fi - Desballestat el programari Zune d'escriptori per a la sincronització - Racó per a nens - Sales - Aplicacions Dinàmiques |
| 8.0.10211.204 (GDR1)                                                 | 11 desembre 2012                   | - Millores de missatgeria: múltiples destinataris en enviar missatges, desar automàticament els esborranys sense enviar, la possibilitat d'editar missatges reenviats - Respostes de text a les trucades entrants - Millores d'Internet Explorer: impedeix que les imatges es vagin baixant automàticament, la possibilitat d'eliminar els llocs seleccionats de l'historial de navegació - Connexió Wi-Fi: opció de mantenir encès el Wi-Fi mentre la pantalla està desactivada, priorització de xarxes Wi-Fi - Altres millores sense nom |
| 8.0.10327.77 / 8.0.10328.78 (GDR2)                                   | 12 juliol 2013                     | - Comptes de Google. Windows Phone 8 ara admet els protocols CardDAV i CalDAV que permeten als usuaris sincronitzar els contactes de Google i la informació del calendari quan obtenen nous telèfons. - Xbox Music. Més fàcil de seleccionar, baixar i fer música. Les metadades són més precises i altres millores de rendiment. - Ràdio FM. Possibilitat d'escoltar ràdio FM des del centre de Música + Vídeos. (No està disponible per a tots els telèfons). - Sensor de dades. És possible establir un límit basat en el pla de dades (ja inclòs des de la versió inicial dels subscriptors de Verizon Communications) - Skype. Les aplicacions Voice over Internet Protocol (VoIP) com Lync i Skype ofereixen una millor estabilitat i rendiment. - Internet Explorer. Millor experiència de navegació amb una millor compatibilitat amb HTML 5. - Càmera. Establir la lent preferida perquè s'obri automàticament al prémer el botó de la càmera. (No està disponible per a tots els telèfons). - Altres millores. S'inclouen moltes altres millores per a Windows Phone. |
| 8.0.10512.142 / 8.0.10501.127 / 8.0.10517.150 / 8.0.10521.155 (GDR3) | 14 octubre 2013                    | - Suport per a pantalles grans i pantalla d'inici amb sis rajoles en comptes de quatre (només per a dispositius compatibles) - Suport de resolució de pantalla 1080p - Suport per al Qualcomm Snapdragon 800 SoC (CPU Quad-core) - Nova característica del mode de conducció per ignorar els textos, les trucades i les alertes d'estat ràpid, a més de la resposta automàtica mitjançant SMS a persones que intenten contactar-vos - Millores d'accessibilitat per a persones amb deficiències visuals - Millora de la compartició d'Internet (parell sobre Bluetooth amb dispositius Windows 8.1 i ICS es configura automàticament) - Possibilitat de tenir sons de notificació personalitzats, inclosos missatges instantanis, missatges de correu electrònic, missatges de veu, recordatoris i tons de trucada personalitzats als contactes dels missatges de text - Bloqueig de rotació de la pantalla - Millor gestió d'emmagatzematge - Possibilitat de tancar aplicacions al commutador d'aplicacions - Accés a Wi-Fi durant la configuració del telèfon - Reparacions d'errors Bluetooth i millores en la qualitat de la connexió per als accessoris Bluetooth - "Centenars de modificacions i millores de rendiment sota el capó" |
| 8.0.10532.166                                                        | 14 abril 2014                      | - Preparació per actualitzar a Windows Phone 8.1 |
| Versió                                                               | Dates de llançament                | Relacionat |

## Windows Phone 8.1

Logotip de Windows Phone 8.1

### GDR1
General Distribution Release 1 (GDR1; també coneguda com a Update 1) afegeix un nou suport lingüístic i regional a Cortana, l'opció d'organitzar aplicacions en carpetes a la pantalla d'inici, reenviament de missatges múltiples de SMS, millores a Xbox Music, una rajola dinàmica per a la de Windows Phone Store i una opció per aplicacions encapsulades. A més, Update 1/GDR1 també inclou novetats de VPN i funcions de Bluetooth per a usuaris empresarials, així com suport per a casos interactius com ara el cas "Dot View" d'HTC, resolucions de pantalla "phablet" més grans com 1280x800, 540x960 qHD i 1280x768 i l'estàndard Qualcomm QuickCharge 2.0.
Microsoft ha realitzat diversos canvis a Internet Explorer Mobile que apropa l'experiència del navegador a les experiències de Safari (iOS) i Chrome (Android). Per aconseguir-ho, Microsoft es va allunyar dels estàndards oberts i va adoptar les característiques no estàndard utilitzades a Safari i Chrome, va implementar la detecció del navegador, va millorar la representació de la pàgina detectant les característiques legals de WebKit, va donar suport a HTML 5 i va solucionar problemes d'interoperabilitat amb codi HTML deficient.

| Un exemple per a la comparació dels canvis realitzats a la cadena d'agent d'usuari a Update 1/GDR1 per superar mètodes erronis de detecció del navegador i lliurar correctament contingut mòbil a Internet Explorer Mobile. IE11 on Windows Phone 8.1: Mozilla/5.0 (Windows Phone 8.1; ARM; Trident/7.0; Touch; rv:11; IEMobile/11.0; NOKIA; Lumia 928) like Gecko IE11 on Windows Phone 8.1 with Update 1/GDR1: Mozilla/5.0 (Mobile; Windows Phone 8.1; Android 4.0; ARM; Trident/7.0; Touch; rv:11.0; IEMobile/11.0; NOKIA; Lumia 720) like iPhone OS 7_0_3 Mac OS X AppleWebKit/537 (KHTML, like Gecko) Mobile Safari/537 |

### GDR2
Informació sobre GDR2 (també coneguda com a Update 2) es va llançar al febrer de 2015, es va revelar que Microsoft estava treballant en una segona actualització de Windows Phone 8.1 que proporcionaria una major seguretat per als OEM, afegir idiomes addicionals i suport tècnic addicional i també es va informar que provocava un mode antirobatori.

### Taula de versions
| Llegenda: | Versió antiga | Versió antiga, amb suport | Versió actual | Darrera versió preliminar | Proper llançament |

| Taula de versions: Windows Phone 8.1             | Taula de versions: Windows Phone 8.1 | Taula de versions: Windows Phone 8.1 |
| Versió                                           | Dates de llançament                  | Relacionat |
| ------------------------------------------------ | ------------------------------------ | --- |
| 8.10.12359.845 (Blue)                            | 14 abril 2014                        | Interfície d'usuari - El centre d'acció que mostra les notificacions estàndard o silencioses, accedint passant de dalt a baix - Accés ràpid a la configuració en el centre d'acció amb quatre (o cinc en pantalles grans com Nokia Lumia 1520 de 6 polzades)) configurable shortcuts to: Airplane mode, bluetooth, brightness, camera, internet sharing, location, project screen, Quiet Hours, rotation lock, VPN, Wi-Fi [items in this list cannot be changed] - Fons de la pantalla d'inici - Suport per a la pantalla d'inici de files de rajoles dinàmiques de fins a 6 petites o 3 rajoles dinàmiques mitjanes - 'Cortana' un assistent personal intel·ligent, basat en el servei de Bing [disponible només en un nombre limitat de mercats] - Feu lliscar el dit cap avall per tancar aplicacions en la vista de multitasca - Les aplicacions instal·lades recentment estan anotades amb "NOU" a la llista d'aplicacions - Suport per a botons virtuals a la pantalla anomenats "barra de navegació" amb selecció de color de fons personalitzada - Teclat amb gestos, és a dir, feu lliscar les lletres al teclat per escriure (escriptura de forma) [No està disponible en tots els idiomes / tipus de teclats] Canvi de l'experiència d'usuari general - Bing cerca intel·ligent (sistema de cerca similar a Windows 8.1) - El botó Enrere no tanca l'aplicació - Marcatge ràpid de contactes - Possibilitat de mostrar només Contactes amb número de telèfon - Contactes amb "Cercle interior"; Fins a 40 contactes (cal suport de Cortana) - Toca dues vegades per desbloquejar el telèfon (funció dels dispositius Lumia en Actualització Amber i més recent) - Fotos preferides tocant una icona de cor - Les millores del teclat general inclouen emoji quan escriviu i reconeixeu els noms dels contactes - Ordres de veu de trucada - Notificació si el carregador no té una potència adequada - Hores silencioses: inhabilita les notificacions durant el marc de temps preseleccionat o quan està "ocupat" al calendari (cal Cortana) - La combinació de botons de captures de pantalla ara és Apagar + Pujar Volum - El botó de cerca serà la nova manera d'obrir el discurs (aka ‘Cortana’) - Controls de volum de tons/notificacions i música mitjans separats - Estableix l'aplicació predeterminada de Navegació per veu per al sistema operatiu - Narrador de veu per a l'accessibilitat - Selector d'arxius - Wi-Fi Sense: compartiu xarxes Wi-Fi protegides amb contactes si tenen Wi-Fi Sense - El Wi-Fi es pot tornar a activar automàticament després d'una durada determinada del temps - La barra d'estat amb la intensitat del senyal, Wi-Fi, la bateria etc. sempre és visible (no s'oculta automàticament) - El grup d'historial telefònic repeteix les trucades d'un usuari anotada amb el nombre de trucades New technology support - VPN (Virtual Private Network), VPN activat automàticament - Compatibilitat amb Wi-Fi d'empresa amb EAP-TLS - Miracast; PlayTo i mirall de la pantalla del Windows Phone a televisors i/o monitors - Bluetooth 4.0 LE (requereix suport del microprogramari del telèfon, eliminat temporalment de la versió DP) - SIM dual - El ratolí i el teclat (HID) (de fet, no hi ha cap suport HID en WP 8.1 actualment, es preveu que el WP 8.1 GDR2 estigui disponible en algun lloc a mitjans de 2015) - Suport per als Qualcomm Snapdragon 200/400/400 LTE - Suport complet per a TD-LTE i SGLTE Internet Explorer 11 - WebGL - Cartografia normal - Càrregues de fitxers - Descàrrega de fitxers a l'emmagatzematge local - Gestor de contrasenyes - Reproductor de vídeo incloent suport per a vídeo HTML5 (la reproducció de vídeo no ha de ser de pantalla completa) - Pestanyes, historial, preferits i sincronització de contrasenyes amb Internet Explorer 11 a Windows 8.1 - Avançar i retrocedir fent lliscar cap a la dreta i l'esquerra Aplicacions - Possibilitat d'instal·lar aplicacions, guardar fotos, dades d'aplicacions i jocs a les targetes SD inserides (les aplicacions en targetes SD només es permeten des d'un telèfon originari) - Actualitzacions automàtiques per a aplicacions (com ara Windows 8.1), inclòs quan només es fa amb Wi-Fi - Suggeriments d'aplicacions per ubicació - Millora de la funcionalitat de còpia de seguretat, incloses les dades d'aplicacions i el jocs a OneDrive (si el desenvolupador ho té habilitat) - Sentiment d'energia de la bateria, monitoritza l'ús de la bateria de l'aplicació - L'estalvi de la bateria (sota Battery Sense) tindrà una llista d'exclusió d'aplicació - Un inici de sessió únic per a aplicacions (com a Windows 8) amb el compte de Microsoft; Inicia la sessió persistirà en tots els dispositius + aplicacions amb indicatiu de permisos - L'aplicació Podcast amb Bing funciona amb totes les funcions - S'ha eliminat la integració de fotos de Facebook i OneDrive a l'aplicació de fotos - Les aplicacions d'Office admeten documents protegits per contrasenya - Office Lens té el suport d'escanejar documents amb càmera, importar a Office amb OCR - OneDrive (anteriorment SkyDrive) amb navegador d'arxius integrat (com Windows 8.1) - Twitter es va integrar més profundament en el centre de contactes - Actualització de l'aplicació de calendari amb el temps per cada dia i la setmana - Aplicació de càmera actualitzada, similar a Windows 8.1, amb mode d'explosió. - Aplicació de correu electrònic actualitzada amb capacitat per descarregar correus electrònics i imatges sempre dins d'ells, sincronització d'acord amb els patrons d'ús - Aplicació de missatgeria actualitzada amb capacitat de silenciar el fil - Xbox Music i Xbox Video com a aplicacions independents en lloc del centre de Música + Vídeo (que permet que pugui tenir més actualitzacions) - El centre de Xbox Game s'ha redissenyat Sistema - Chkdsk per a targetes SD per garantir la salut de la targeta - El telèfon haurà d'actualitzar-se a la darrera versió abans de restaurar-lo a la configuració de fàbrica - La llista d'aplicacions de confiança per a NFC que eliminarà la necessitat de preguntar si voleu obrir una aplicació en particular - Suport de SmartCard virtual - La cartera admet bitllets, targetes de membres i Passbook - Capacitat per als operadors d'instal·lar determinades aplicacions una vegada que es detecta la targeta SIM - Capacitat per controlar els límits de dades de manera remota Empresa - S/MIME per signar i xifrar el correu electrònic - Els telèfons inscrits a empreses poden canviar les seves contrasenyes i bloquejar-los remotament - Accés als recursos corporatius darrere del servidor de seguretat amb una aplicació informada - Gestió de certificats per inscriure, actualitzar i revocar certificats per a l'autenticació de l'usuari - Polítiques MDM millorades per bloquejar la funcionalitat al telèfon per a un major control empresarial, a més d'una gestió d'aplicacions més rica, com ara permetre o denegar la instal·lació de determinades aplicacions. Funcions per a desenvolupadors - Tasques de fons: resistència del senyal Bluetooth, notificacions de missatges de xat, canvi de connexió del dispositiu, activador d'ús del dispositiu, notificació de característica de Gatt, ubicació, notificació d'impulsos, connexió Rfcomm, esdeveniment del sistema, temporitzador - API de georeconeixement per a recordatoris basats en la ubicació - Suport per al desenvolupament d'aplicacions HTML5 / JavaScript natiu - La transcodificació d'àudio / vídeo (la mateixa API que a WinRT), acceleració de maquinari - Edició de mitjans: efectes d'àudio i vídeo; Vídeo de càmera lenta - Les aplicacions poden capturar àudio / vídeo per si mateixes - Nou format de paquet d'aplicacions APPX per a noves aplicacions de Windows Phone 8.1, similar al format APPX de Windows 8.1 - Compatibilitat 3D estereoscòpica - Noves eines de desenvolupament com: SemanticZoom, DatePicker, TimePicker |
| 8.10.12382.878                                   | 14 maig 2014                         | - Actualització intermèdia - Presenta "diverses millores de qualitat" |
| 8.10.12393.890                                   | 2 juny 2014                          | - Canvia el logotip d'arrencada - Algunes petites correccions d'errors - Millora de la bateria |
| 8.10.12397.895                                   | 12 juny 2014                         | - Millores a les API - Activa els dispositius nous |
| 8.10.12400.899                                   | 16 juliol 2014                       | |
| 8.10.14141.167                                   |                                      | |
| 8.10.14147.180 (GDR1)                            | 4 agost 2014                         | Aplicacions - Nous països amb suport de Cortana; Xina, Regne Unit, Canadà, Índia i Austràlia - Suport per a una rajola dinàmica per a la botiga quan la rajola sigui de grandària mitja - La mida de la rajola de la botiga s'ha estandarditzat per a tots els dissenys i algunes rajoles han canviat de lloc a la pantalla d'inici. - Millores a l'aplicació de Xbox Music i suport de rajoles dinàmiques. - Suport per a carpetes d'aplicacions. - Activeu les aplicacions de coberta del telèfon per iniciar quan es tanqui una coberta del telèfon i especifiqueu la configuració predeterminada de la configuració de desbloqueig automàtic de la pantalla de bloqueig. - Fusió i reenviament d'SMS - Apps Corner; Especifiqueu quines aplicacions es mostren en un mode de prova especial o arrenquen directament a una aplicació - Centenars d'actualitzacions d'Internet Explorer 11 que augmenten considerablement la compatibilitat amb la web per a mòbils Canvis de l'experiència d'usuari general - Afegiu l'entrada de la llibreta d'adreces per a Cortana per permetre als usuaris iniciar una xerrada d'un cotxe que no tingui suport per activar el discurs al telèfon que es connecta mitjançant Bluetooth. - Opcions d'acció USB - Configuració personalitzada de la repetició d'alarmes - Selecció millorada, possibilitat de suprimir diverses trucades, missatges o contactes - Suport per a documents d'Office protegits per contrasenya Nou suport tecnològic - Suport de ràdio dual SIM CDMA + GSM - Perfil Bluetooth PAN (Xarxa d'Àrea Personal) 1.0 - Compatibilitat amb codec Bluetooth aptX per A2DP - Suport de navegació Bluetooth per AVRCP - Notificacions d'accessoris Bluetooth - Suport del protocol de temps de xarxa; S'estableix automàticament el temps utilitzant un client NTP en un dispositiu de Windows Phone que no admet NITZ o quan les dades mòbils no estan disponibles. - Suport Veu sobre LTE (VoLTE) - Suport per Qualcomm Quick charge 2.0, fins a un 75% més ràpid que es carrega en dispositius compatibles (Snapdragon 400, 600 i 800) Empresa - Enviï i rebi dades a través d'una xarxa privada virtual (VPN) quan es connecti a Wi-Fi - Suport de L2TP per al protocol VPN amb IPsec OEM - Suport per al LED de notificacions - Suport per pantalles de bloqueig personalitzades - Suport per una resolució WXGA de 1280 x 800 - Compatibilitat amb resolució 540 x 960 qHD per a mides de fins a 6" de pantalla diagonal - Compatibilitat amb resolució WXGA de 1280 x 768 per a mides des de 6,01" a 7" de pantalla diagonal - Possibilitat d'instal·lar Wi-Fi Feature Pack que elimina tota la funcionalitat relacionada amb el mòbil des del sistema operatiu |
| 8.10.14157.200                                   | 19 agost 2014                        | - Reparació d'errors |
| 8.10.14176.243                                   | 24 setembre 2014                     | - S'ha corregut l'error 80188308 que alguns usuaris experimentaven durant l'actualització (funciona en el model HTC 8X Índia en vista prèvia per a desenvolupadors) - Els telèfons HTC Windows 8X, 8S i 8XT ara podran obtenir l'actualització de Windows Phone 8.1 - S'ha corregut l'error d'una infracció d'accés en el component "minuser" que va causar que les aplicacions WinRT i WebViews es bloquegessin si es desplaçava per l'usuari durant (o 2-15 segons després) la càrrega, que era una regressió introduïda a la versió 8.1 Update 1 (8.10.14147.180). |
| 8.10.14192.280                                   | 24 octubre 2014                      | - Comprovació de la capacitat de Microsoft de distribuir una "Actualització crítica". Tingueu en compte que aquesta actualització no conté correccions crítiques, és només una prova. |
| 8.10.14203.306                                   | 13 novembre 2014                     | - "Actualització crítica" per motius no declarats - Permet la reproducció en temps real de rajoles dinàmiques per a l'aplicació Battery Saver (també permet afegir estalvi de bateria a les configuracions ràpides que es troben al Centre d'accions i notificacions) - Afegeix el temps d'instal·lació preferit per a les actualitzacions automàtiques - Compatibilitat de sincronització de temps NTP habilitada de manera predeterminada per a dispositius CV (en lloc de confiar en OEM per habilitar-la) |
| 8.10.14219.341                                   | Plantilla:2014-12-5                  | - Nous països amb suport de Cortana; Espanya, França, Alemanya i Itàlia (alfa). (No obstant això, a causa d'un error generalitzat en el desplegament, Cortana no està disponible per a molts usuaris) - Canvis de dades mòbils per accedir a configuracions ràpides al Centre d'acció. - Suport per a l'emmagatzematge de mapes fora de línia a la targeta MicroSD - Suport de teclats físics - Possibilitat d'utilitzar temporalment l'espai d'emmagatzematge de la targeta SD per a les actualitzacions del sistema operatiu (ha d'estar habilitat a la ROM) |
| 8.10.14226.359                                   | 24 desembre 2014                     | - S'ha corregut un problema de pantalla al Microsoft Lumia 535 |
| 8.10.14234.375                                   | 24 febrer 2014                       | - S'ha corregut un problema de la pantalla al Microsoft Lumia 535 (no es resol amb l'actualització anterior) |
| 8.10.15116.125 (GDR2)                            | 2 març 2015                          | Canvis de l'experiència d'usuari general - Suport d'idiomes addicionals (Bangla, Khmer, Kiswahili, Lao) - Tots els botons d'aplicacions al final de la pantalla d'inici - Possibilitat de canviar el nom del telèfon des de la secció Quant a, sense necessitat de connectar-se a la PC mitjançant USB - Toca dues vegades la barra de navegació per apagar la pantalla - Configuració categoritzada i amb cerca Nou suport tecnològic - Perfil d'accés a missatges Bluetooth - Perfil del dispositiu d'interfície humana Bluetooth 1.1 - Bluetooth HID sobre el perfil d'atributs genèric - Control de volum absolut (part de AVRCP) - Vídeo sobre LTE - Suport de contenidors de vídeo MKV Característiques de seguretat - Protecció de restabliment antirobatori - Permisos d'aplicació personalitzables per al calendari, càmera, contactes, missatges i micròfon |
| 8.10.15127.138 / 8.10.15137.148 / 8.10.15143.154 | 1 maig 2014                          | - Protecció de restabliment antirobatori (disponible només per a telèfons nous que executen la versió 8.10.15127.138) |
| 8.10.15148.160                                   | 1 maig 2015                          | - Suport de veu a través de LTE habilitat per a operadors seleccionats. - Assistència de trucada de Wi-Fi nadiua habilitada per EE UK i T-Mobile USA. - Millores addicionals a l'estabilitat, qualitat d'àudio, Wi-Fi i connectivitat mòbil, roaming nacional i molt més. |
| Versió                                           | Dates de llançament                  | Relacionat |

## Windows 10 Mobile

Windows 10 logo

Windows 10 Mobile es va anunciar el 21 de gener de 2015, com un sistema operatiu mòbil per a telèfons intel·ligents i tauletes amb pantalles de menys de 8 polzades, amb la primera versió publicada el 12 de febrer de 2015. És el successor de Windows Phone 8.1 i substituirà la marca de Windows Phone. Els dispositius Windows Phone 8.1 seran elegibles per a l'actualització a Windows 10, d'acord amb el suport del fabricant i el proveïdor. Algunes funcions poden variar depenent de la compatibilitat del maquinari.